# Parides vercingetorix
Parides vercingetorix är en fjärilsart som först beskrevs av Charles Oberthür 1888.  Parides vercingetorix ingår i släktet Parides och familjen riddarfjärilar. Inga underarter finns listade i Catalogue of Life.